# Josefina Huguet

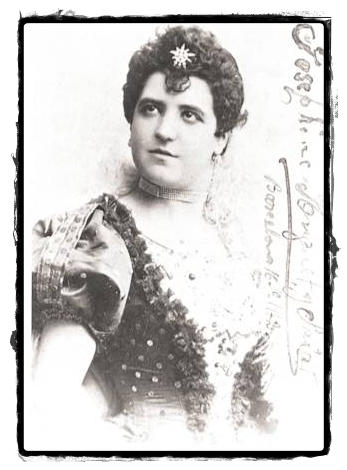
Josefina Huguet.

Josefina Huguet i Salat (Barcelona, 1871 - ibídem, 1950) fue una soprano española.

## Biografía
Estudió en Barcelona, y en 1888 debutó en el Gran Teatro del Liceo, donde actuó repetidamente, con el papel de «Micaela» en Carmen. Los primeros años la encontramos haciendo papeles importantes, pero no siempre de protagonista, y no es hasta mediados de 1890 cuando su nombre empieza a salir en las portadas de las revistas ilustradas y adquirir una presencia internacional. La fama coincide con el debut en el Teatro de la Scala de Milán (1895) con Lakmé. Logró un gran triunfo con varias ovaciones. A instancias del público tuvo que repetir todas las piezas y especialmente el aria de las campanillas entre aclamaciones. Toda la prensa fue unánime al considerar que hacía muchos años que se había sentido en Milán una soprano ligera tan notable como la Huguet.
Ese mismo año se ganó el prestigio adicional de haber triunfado en la Academy of Music de Nueva York, y seguramente fue este mérito lo que le valió ser tenida en cuenta cuando La Voce del padrone (La voz de su amo), en 1903 la llamó para grabar en Milán unos discos operísticos que tienen la virtud adicional de ser los primeros discos operísticos comerciales registrados por una soprano española.
En 1898 realiza una brillante gira por los teatros imperiales de Rusia, cantando en Varsovia, Járkov, Tiflis y Buak.
Se especializó en papeles dramáticos, y grabó cerca de un centenar de discos, entre los que se encuentran Pagliacci, de Leoncavallo. Actuó por todo el mundo. Se retiró en 1908.